# Ласло Голлош
Ласло Голлош (угор. Hollós László; 18 червня 1859, Сексард — 16 лютого 1940, Сексард) — угорський ботанік, міколог, шкільний учитель в Кечкеметі.

## Біографія
Народився в місті Сексард 18 червня 1859. Навчався в Будапештському університеті, в 1883 закінчив його з дипломом учителя фізики і хімії. У 1887 знову вступив в Будапештський університет, в 1892 отримав вчений ступінь доктора з ботаніки.
З 1891 протягом двадцяти років викладав в школі в Кечкеметі. У 1911 директором школи був призначений Понграц Качо, відомий композитор. Качо збирався використовувати ботанічну лабораторію Голлоша як концертний зал для навчання музиці. Незабаром Качо покинув пост директора школи, однак вражений його бажанням Холлоші в липні подав у відставку і переїхав в Сексард. Ймовірно, з цієї ж причини він в 1911 спалив і закопав об'ємну колекцію грибів, заповідану Департаменту ботаніки Національного музею — найповніше зібрання грибів Угорщини, а також надовго залишив наукову роботу.
За життя випустив близько 100 публікацій, 59 з яких були присвячені грибам, 9 — квітковим рослинам, 1 — папоротям, 6 — геологічним дослідженням, 2 — хімічним експериментам, 4 — археологічним спостереженнями.
Помер в Сексарді 16 лютого 1940.

## Деякі наукові праці
- Hollós, L. Die Gasteromyceten Ungarns. — Leipzig, 1904. — 278 p.
- Hollós, L. Magyaroszág fődalatti gombái. — Budapest, 1911. — 248 p.
- Hollós, L. Kecskemét vidékének gombái. — Budapest, 1913. — 179 p.
- Hollós, L. Szekszárd vidékének gombái. — Budapest, 1933. — 215 p.

## Рослини, названі на честь Л. Голлоша
- Hollosia Gyeln., 1939